# David Wight
David Henry "Dave" Wight (født 28. juli 1934 i London, England, død 9. november 2017) var en amerikansk roer og olympisk guldvinder.

## Rokarriere
Wight havde begyndt at ro på Phillip Exeter Academy i New Hampshire, men da han kom begyndte på Yale University, havde han (en høj, men tynd mand) svært ved at komme med i otteren. Først da en anden roer kom for sent til flere træninger, fik Wight mulighed for at komme med i båden, og her forblev han i resten af sin tid på universitetet. Han var derfor med i båden, der repræsenterede USA ved OL 1956 i Melbourne, hvor amerikanerne var favoritter, da amerikanske ottere havde vundet guld ved alle de olympiske lege, de havde stillet op i. I indledende runde blev de dog kun nummer tre og måtte i opsamlingsheat, som de så vandt sikkert, og i semifinalen vandt de også, inden de i finalen først gik i spidsen lidt efter midtvejspunktet i løbet. Ulig finalerne i tidligere lege lykkedes det ikke amerikanerne at trække afgørende fra mod slutningen, og selv om  de vandt, var canadierne blot et par sekunder efter på andenpladsen, mens australierne fik bronze, yderligere et par sekunder bagud. Besætningen i den amerikanske båd bestod ud over Wight af Tom Charlton, John Cooke, Don Beer, Charles Grimes, Rusty Wailes, Bob Morey, Caldwell Esselstyn og styrmand William Becklean. Der deltog i alt 10 både i konkurrencen. Wight var også med til at besejre Harvard University.

## Videre karriere
Wight studerede senere arkitektur og blev arkitekt.

## OL-medaljer
- 1956:  Guld i otter